# تين (جنس)
التين (الاسم العلمي:Ficus) هو جنس من النباتات يتبع الفصيلة التوتية من رتبة الورديات. أهم أنواعه التين الشائع.

## من الأنواع التابعة إلى جنس التين
- تين الدببة
- تين إبري
- تين إجاصي الأوراق
- تين إسفيني
- تين إكليلي
- تين إوزي
- تين أجوف
- تين أدولفي فردريكي
- تين أذيني
- تين أرفاكي
- تين أسود النقط
- تين أكبر
- تين أكوادوري
- تين أليف الجبال
- تين أليف الصخور
- تين أليف الكالسيوم
- تين أمازوني
- تين أمريكي
- تين أملد
- تين أملس الثمار
- تين أنداماني
- تين أنغولي
- تين بابوياني
- تين بالميري
- تين بدومي
- تين بسلي الثمار
- تين بنجاميني
- تين بنغالي
- تين بوجيري
- تين بورنيوني
- تين بوليفي
- تين ترافنكوري
- تين حاد الفلقات
- تين حلزوني
- تين خشن السويق
- تين خطي الأوراق
- تين درعي